# Katedralen i Barcelona
Katedralen i Barcelona eller Det hellige kors og Sankt Eulàlias Katedral (catalansk: Catedral de la Santa Creu i Santa Eulàlia, spansk: Catedral de la Santa Cruz y Santa Eulalia) er en gotisk katedral og sæde for ærkebiskoppen af Barcelona i Spanien. Katedralen blev bygget mellem det 13. og det 15. århundrede, idet det største arbejde blev udført i det 14. århundrede. Korsgangen, der omgiver Gåsebrønden (Font de les Oques), stod færdig i 1450. Den neogotiske facade er modelleret over det ubestemmelige ydre, der er fælles for de fleste catalanske kirker. Taget er værd at bemærke på grund af dets gargoiler, der viser en række dyr, både husdyr og mytiske væsner. 
41°23′02″N 2°10′35″Ø / 41.3839°N 2.1764°Ø